# Turbinaria conspicua
Espèce
Statut CITES
Turbinaria conspicua est une espèce de coraux appartenant à la famille des Dendrophylliidae.